# Henri Falcón
Henri José Falcón Fuentes (Nirgua, 19 de junho de 1961) é um militar, advogado e político venezuelano.
Filho de Carlos Falcón e Isabel Fuentes, graduou-se em 1988 na Universidad Santa María. Foi governador do estado de Lara duas vezes consecutivas (2008-2012, 2012-2017) e ex-prefeito do município de Iribarren em Barquisimeto, também por dois períodos consecutivos (2000-2004, 2004-2008).
Em 2012, ele fundou o partido Avançada Progressista, fruto da dissidência de organizações políticas de direita e de esquerda.
Foi candidato a presidente na eleição da Venezuela em 2018. Obteve cerca de 1,8 milhões de votos e ficou em segundo colocado, com 21,2% dos votos, atrás de seu principal rival, Nicolás Maduro. Falcón afirma que não reconhece o resultado das eleições na Venezuela que ocorreu no dia 21 de maio de 2018.